# Ferdinand Gonseth
Ferdinand Gonseth (Sonvilier, 22 september 1890 - Lausanne, 17 december 1975) was een Zwitsers filosoof en wiskundige. Hij hield zich in zijn werk voornamelijk bezig met de relatie tussen de wetenschappen en de filosofie, mede naar aanleiding van de crisis die aan het begin van de 20e eeuw in de grondslagen van de wiskunde speelde. Zo publiceerde hij in 1926 zijn Les fondements des mathématiques. 
Hij gaf zijn eigen denken de naam van idonéisme, gebaseerd op de Franse term idoine (geschikt). Hij stond een open methodologie of 'open filosofie' (philosophie ouverte) voor in de wetenschappen, die niet uitging van bepaalde 'a priori'-categorieën. Filosofie en wetenschap houden zich met dezelfde werkelijkheid bezig en filosofie moet zich dan ook spiegelen aan de (open) methoden van de wetenschap. In zijn latere leven ging hij zich ook richten op de sociale wetenschappen en probeerde daar dezelfde methodologie toe te passen. Volgens Gonseth moest men ook de oplossingen voor de hedendaagse maatschappelijke problemen zoeken in de wetenschappen.
Samen met Gaston Bachelard en Paul Bernays richtte Gonseth in 1947 het tijdschrift Dialectica op.